# زیردریایی اکیانو
زیردریایی اکیانو (به انگلیسی: Italian submarine Acciaio) یک زیردریایی بود که طول آن ۶۰٫۱۸ متر (۱۹۷ فوت ۵ اینچ) بود. این زیردریایی در سال ۱۹۴۱ ساخته شد.